# Хабиров, Ильдус Хайбуллинович
Ильдус Хайбуллинович Хаби́ров (баш. Илдус Хәйбулла улы Хәбиров; 10 октября 1935, Миякинский район, Башкирская АССР — 29 мая 2007) — советский башкирский артист балета, балетмейстер, педагог. Заслуженный артист Башкирской АССР (1963).

## Биография
Ильдус Хабиров родился 10 октября 1935 года в селе Енебей-Урсаево Миякинского района БАССР. Его отец погиб на Великой Отечественной войне, и с 11 лет Ильдус Хабиров воспитывался в Уфимском детском доме. В 1955 году окончил Ленинградское хореографическое училище (педагог А. Л. Кумысников) и был принят в балетную труппу Башкирского театра оперы и балета в Уфе.
Ильдус Хабиров был солистом Башкирского театра оперы и балета до 1978 года. В 1969—1971 годах проходил стажировку как балетмейстер в Москве в Большом театре у Юрия Григоровича. В 1975—1976 годах — главный балетмейстером Башкирского театра оперы и балета. В 1980—1981 годах — художественный руководитель Башкирского государственного ансамбля танца. В 1992—1996 годах — главный балетмейстер Башкирской государственной филармонии. С 1991 года преподавал в Уфимском государственном институте искусств.
Основные партии: Колен («Тщетная предосторожность» Гертеля; дебют, 1955), Альберт («Жизель» Адана), Ленни («Тропою грома» Караева), Юмагул и Арсланбай («Журавлиная песнь» Степанова), Вацлав («Бахчисарайский фонтан» Асафьева), Зигфрид («Лебединое озеро» Чайковского), Ромео («Ромео и Джульетта» Прокофьева), Бахтияр («Гульназира») и другие.
Как балетмейстер поставил на сцене Башкирского театра оперы и балета балет «Страна Айгуль» (1971), хореографические миниатюры «Поэма о платке» (Н. Г. Сабитов), «Легенда о лесной девушке» (Н. Г. Сабитов), «На смерть Амины» (З. Г. Исмагилов). Для Башкирского государственного ансамбля танца поставил хореографическую поэму «Салават» (З. Г. Исмагилов), танец «Бөркөткә һунар уйыны» («Игра-охота на беркута»; Р. В. Муратшин).
Лауреат VI Всемирного фестиваля молодежи и студентов (Москва, 1957), Всесоюзного конкурса артистов балета (Москва, 1957), Всероссийского конкурса артистов эстрады (Москва, 1963). Участвовал в Декаде башкирской литературы и искусства (Москва, 1955), в Днях культуры Башкирской АССР в Ульяновске (1968) и Ленинграде (1969). Выступал с гастролями в Индии, Бирме, Непале и ГДР.
Скончался 29 мая 2007 года, похоронен на Южном кладбище Уфы.

## Память
В честь Ильдуса Хабирова названа одна из улиц в поселке Нагаево Октябрьского района Уфы.